# وانغ يانغ (لاعب كرة قدم صيني)
وانغ يانغ (بالصينية: 王扬) (1 مايو 1982 في الصين - ) هو لاعب كرة قدم صيني في مركز الهجوم. لعب مع جيانغسو سونينغ وClub Plaza Colonia de Deportes ‏ ونادي تشونغتشينغ.

## وصلات خارجية
- وانغ يانغ (لاعب كرة قدم صيني) على موقع قاعدة بيانات كرة القدم.إي يو (الإنجليزية)